# Francis Home
Francis Home (17 de noviembre de 1719 en Eccles, Berwickshire – 15 de febrero de 1813) fue un médico escocés y el primer profesor de Materia Médica en la Universidad de Edimburgo,  conocido por hacer el primer intento de vacunar contra el sarampión, en 1758. En 1783 fue uno de los miembros fundadores de la Real Sociedad de Edimburgo. También fue miembro del Royal College of Physicians of Edinburgh. 

## Biografía
Francis Home fue el tercer hijo de John Home, un abogado que residía en Eccles, Berwickshire. Su primeros estudios los realizó en la escuela primaria de Duns y posteriormente fue aprendiz del Dr. Rattray, un cirujano de Edimburgo. Entre1742 y 1748 sirvió como cirujano de dragones en Flandes durante la Guerra de los Siete Años, estudiando en la Universidad de Leyden durante los intervalos de las campañas. Tras dejar el ejército, se graduó como médico en la Universidad de Edimburgo en 1750, con un tratado sobre la fiebre intermitente, y se convirtió en miembro del Colegio de Médicos de Edimburgo.    
Después de graduarse, Home ejerció la medicina en Edimburgo, durante algunos años en Edimburgo, obteniendo en 1757 una medalla de oro, que le otorgó la Sociedad de Edimburgo para el Mejoramiento de las Artes y las Manufacturas, por un ensayo sobre los principios de la agricultura. En 1768 se convirtió en el primer profesor de Materia Médica de la Universidad de Edimburgo. Ocupó este puesto hasta 1798.
Home fue presidente del Real Colegio de Médicos de Edimburgo (1775-1777) y presidente de la sección de Física de la Real Sociedad de Edimburgo (1789-1796). En 1784, Home fue elegido miembro de la Sociedad Harveiana de Edimburgo, presidiéndola en 1794. Fue miembro fundador tanto de la Royal Medical Society como de la Select Society.
Fue el padre de James Home  (1760-1844), que también fue profesor de Materia Médica en la Universidad de Edimburgo y miembro de laReal Sociedad de Edimburgo.

## Carrera profesional
Home fue una figura importante en Edimburgo durante la Ilustración. Su ensayo de 1756 "Experimentos sobre el blanqueo", por el que recibió la medalla de oro otorgada por la Sociedad de Edimburgo para el Mejoramiento de las Artes y las Manufacturas, fue traducido al francés y al alemán. También fue una presentación temprana de los principios químicos que sustentan la nutrición vegetal.
Como profesor, trató con cuidado las características físicas y el modo de administración de los medicamentos. Sus Principia Medicinæ fueron una obra valiosa en su época y fueron utilizados como libro de texto por varios profesores en Europa.

## Publicaciones seleccionadas
- Dissertatio de Febre Intermittente, Edimburgo, 1750, 4to; republicado en el Thesaurus Medicus de Smellie, 1778.
- Un ensayo sobre el contenido y las virtudes de Dunse-Spaw , Edimburgo, 1751
- Experimentos sobre blanqueo Edimburgo, 1756,
- Principios de agricultura y vegetación , Edimburgo, 1757; 3ª edición, 1759; traducción francesa, París, 1761; traducción alemana, Berlín, 1779.
- Principia Medicinæ, Edimburgo, 1758; 3ª edición, 1770.
- Hechos y experimentos médicos , Edimburgo, 1759.
- Una investigación sobre la naturaleza, causa y cura del crup, Edimburgo, 1765; traducción francesa, 1810, por F. Ruette.
- Methodus Materiæ Medicæ , Edimburgo, 1770.
- Experimentos clínicos, historias y disecciones , Edimburgo, 1780; 3.ª edición, Londres, 1783. [7]